# Guilty 'til Proved Innocent!
Guilty 'til Proved Innocent! is een muziekalbum uit 1998 van de Britse skaband The Specials. Het is het tweede en laatste album in de bezetting die in 1996 Today's Specials uitbracht, een verzameling coverversies. Alleen zangers Neville Staple en Lynval Golding, gitarist Roddy 'Radiation' Byers en bassist Horace Panter  hebben de essentiële periode (1979-1981) meegemaakt waarin de Specials via hun 2 Tone-label de ska-revival op gang brachten. Ze worden hier bijgestaan door organist Mark Adams, trombonist Adam Birch, trompettist Jon Read (niet de Rijdende Rechter!) en voormalig Selecter-drummer Charley 'Harrington' Bembridge die op Today's Specials ontbrak.
Guilty 'til Proved Innocent! werd opgenomen in Californië en 24 maart 1998 uitgebracht op MCA; Stoker, de vroegere drummer van Dexys Midnight Runners nam de productie op zich. Tim Armstrong en Lars Frederiksen van de schatplichtige band Rancid verleenden een gastbijdrage op Fearful. Staple's dochter Sheena schreef mee aan een aantal nummers waaronder Running Away (gebaseerd op Monkey Man van Toots & the Maytals dat de Specials in 1979 opnamen voor hun debuutalbum) en It's You dat op single werd uitgebracht. 
Hoewel critici vonden dat de Today's Specials-bezetting niet aan de klassieke line-up kon tippen waren zij een stuk positiever over Guilty dan over de voorganger die uit computergeprogrammeerde demo's bestond.

## Einde van weer een tijdperk
De geschiedenis herhaalde zich; net als in 1981 gingen de Specials ten onder aan een zwaar toerschema dat zich voornamelijk in Amerika afspeelde vanwege de derde skagolf. Panter was al na de opnamen vertrokken vanwege zijn deeltijdbaan in het speciaal onderwijs. Pas in 2019 zou er een nieuw Specials-album verschijnen met Panter, Golding en de oorspronkelijke leadzanger Terry Hall als kernleden.

## Tracklijst
| Nr. | Titel                                | Duur |
| --- | ------------------------------------ | ---- |
| 1.  | Tears in My Beer                     | 3:30 |
| 2.  | Call Me Names                        | 2:47 |
| 3.  | Fearful                              | 2:20 |
| 4.  | It's You                             | 3:09 |
| 5.  | Bonediggin'                          | 4:40 |
| 6.  | All Gone Wrong                       | 3:53 |
| 7.  | No Big Deal                          | 3:23 |
| 8.  | Leave It Out                         | 4:03 |
| 9.  | Keep On Learning                     | 2:39 |
| 10. | Fantasize                            | 3:27 |
| 11. | Place in Life                        | 3:07 |
| 12. | Stand Up                             | 3:02 |
| 13. | My Tears Come Falling Down Like Rain | 3:17 |
| 14. | The Man with No Name                 | 2:44 |
| 15. | Running Away                         | 2:53 |
| 16. | Rat Race (Live)                      | 2:53 |
| 17. | Concrete Jungle (Live)               | 3:25 |
| 18. | Gangsters (Live)                     | 3:54 |